# Zoltán Petőfi
Zoltán Petőfi (n. 15 decembrie 1848, Debrețin, Ungaria – d. 5 noiembrie 1870, Pesta, Austro-Ungaria) a fost un actor, poet, fiul lui Sándor Petőfi și al Júliei Szendrey.

## Biografie
Zoltán Petőfi s-a născut la Debrețin pe 15 decembrie 1848, la nouă luni după izbucnirea Revoluției Maghiare din 1848-1849 și a Războiului de Independență al Ungariei (15 martie). Copilul născut dintr-o căsătorie a unor soți de confesiuni mixte, luteran - romano-catolică, a primit religia mamei sale și a fost botezat catolic. Nașii lui au fost János Arany și soția sa, Julianna Ercsey. După moartea lui Sándor Petőfi, a crescut la Ardud de bunicul său, apoi la Pesta de tatăl său vitreg, istoricul Árpád Horvát. Până în 1869 l-a avut ca tutore pe unchiul său, István Petőfi.

## Opera

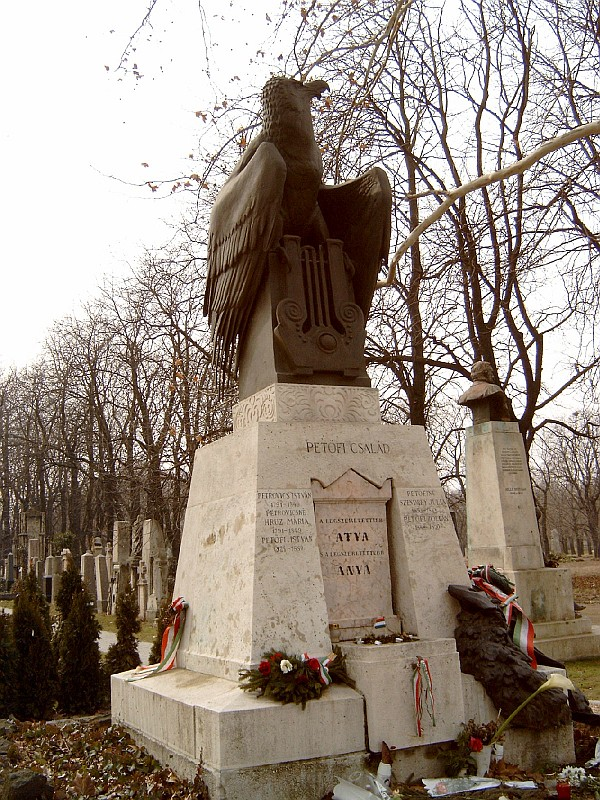
Mormântul familiei Petőfi

- Poeziile sale au fost publicate în Vasárnapi Ujság (traducere din franceză în 1870), în Szilágy (scrisoarea nr. 41 din 1884 și trei poezii din 1864), în Egyetértés (în nr. 328 din 1898 au fost publicate poemele „Bucsú” și „Szalay halálára”); Gyula Kéry a publicat în Magyar Szalon XXXVIII manuscrisele lăsate în urmă de Zoltán Petőfi.
- A tradus în maghiară piesa Lady Tartuffe a lui Madame Girardin, care a rămas în manuscris.
- Corespondența sa cu frații săi vitregi, Attila Horvát și Árpád Horvát, a fost publicată de Emese Gyimesi în 2019 în volumul intitulat Gyermekszemmel Szendrey Júlia családjában – Szendrey Júlia, Petőfi Zoltán, Horvát Attila, Árpád és Ilona gyermekkori levelei, versei és játékai 1840 – 1870 (Cu ochi de copil din familia Júliei Szendrey – scrisori din copilărie, poezii și jocuri ale Júliei Szendrey și ale lui Zoltán Petőfi, Attila Horvát, Árpád și Ilona 1840 – 1870, Magyar Családtörténetek: Források 2, Budapesta, 2019.).